# Hyperandra cezari
Hyperandra cezari là một loài bướm đêm thuộc phân họ Arctiinae, họ Erebidae.